# Lotte Köhler-Preis
Der Lotte Köhler-Preis für psychoanalytische Entwicklungs-, Kultur- und Sozialpsychologie ist eine gemeinsame Initiative des Hans Kilian und Lotte Köhler Centrums (KKC) und des Sigmund-Freud-Instituts (SFI) in Frankfurt am Main. Zum ersten Mal wurde der Preis im Jahr 2021 ausgeschrieben. Er wird zu Ehren von Lotte Köhler (1925–2022), ihrer wissenschaftlichen Leistungen und ihres Engagements als Stifterin vergeben.
Die Gründerin der Köhler-Stiftung im Stifterverband der Deutschen Wissenschaft hat persönlich zahlreiche Untersuchungen im Schnittfeld von Psychoanalyse, Entwicklungs- und Sozialpsychologie durchgeführt und wegweisende Beiträge anderer  Wissenschaftler gefördert. Mit ihren Aktivitäten hat sie den internationalen psychoanalytischen Austausch gefördert und das Renommee des Faches gestärkt.
Vorgeschlagen werden können Wissenschaftler, die durch exzellente Leistungen zur Profilierung und Verbreitung der psychoanalytischen, kultur- und sozialpsychologischen Entwicklungs- und Identitätsforschung beigetragen haben. Der Preis wird alle zwei Jahre ausgeschrieben und in zwei Kategorien (Hauptpreis und Nachwuchspreis) verliehen.

## Preisträger
- 2021: Sudhir Kakar (Hauptpreis), Jacob Johanssen (Nachwuchspreis)
- 2023: Amy Allen (Hauptpreis), Yuri di Liberto (Nachwuchspreis)